# Salutowanie dwoma palcami

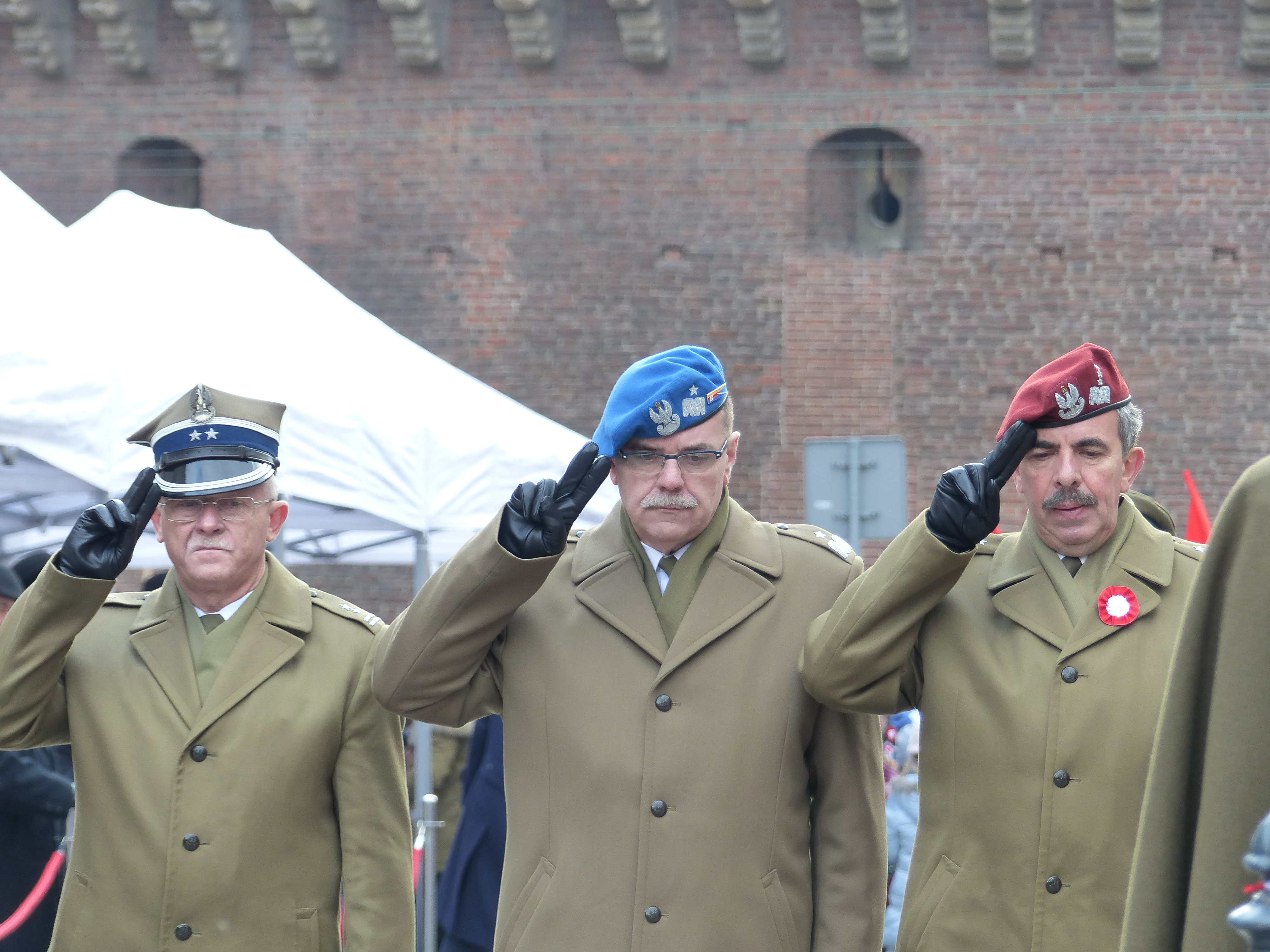
Salutowanie dwoma palcami

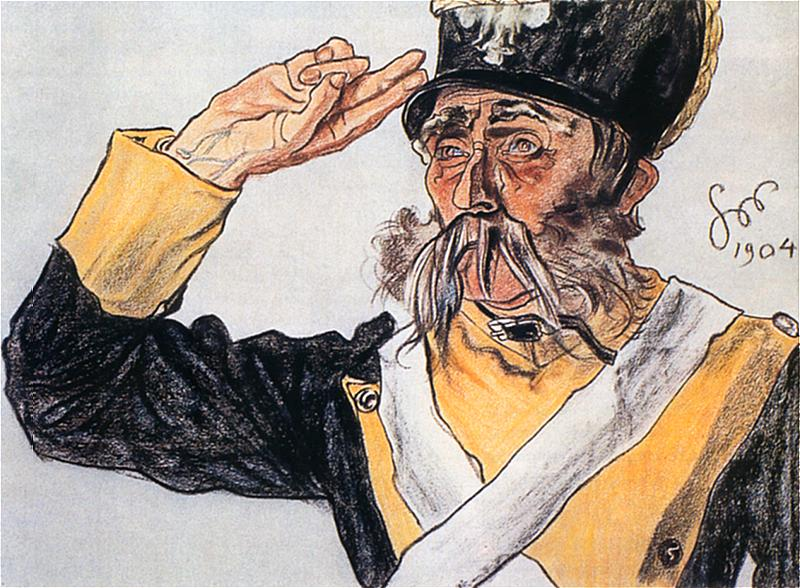
Salutowanie dwoma palcami na obrazie Wyspiańskiego

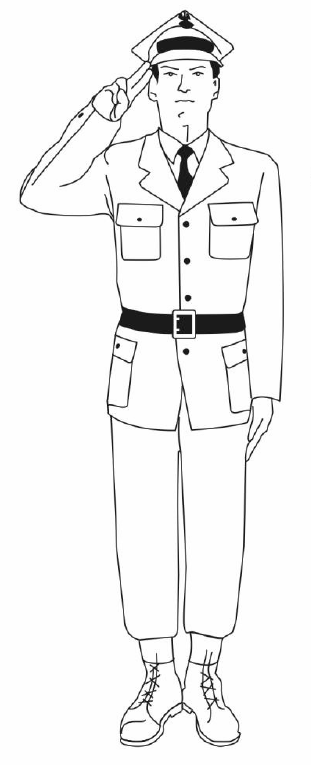
Salutowanie w nakryciu głowy według regulaminów musztry

Salutowanie dwoma palcami – oddanie honorów przy użyciu wyłącznie palca środkowego i wskazującego, przy czym pozostałe palce są zgięte i przytrzymywane kciukiem, a wierzch dłoni skierowany jest do salutującego. Salutuje się tylko w nakryciu głowy, dotykając go czubkami palców. W ten sposób salutują żołnierze Wojska Polskiego i inne polskie służby mundurowe, członkowie organizacji strzeleckich, a także polscy harcerze salutując do daszka nakrycia głowy lub jego brzegu. Oprócz tego często salutują również pracownicy wybranych grup zawodowych, np. kolejarze.
Poza granicami Polski przy użyciu dwóch palców salutują najmłodsi członkowie organizacji skautowych (rówieśnicy polskich zuchów), zaś starsi (skauci) zazwyczaj oddają honory trzema palcami.

## Historia salutowania w Wojsku Polskim
Genezę i czas powstanie takiego sposobu salutowania trudno ustalić. Istnieje wiele wytłumaczeń, mniej lub bardziej prawdopodobnych. Na przykład legenda głosi, że pewien umierający żołnierz był w stanie zasalutować tylko dwoma palcami rannej ręki. Na pamiątkę jego oddania i poświęcenia wprowadzono więc salut dwoma palcami.
W II RP salutowanie określone było w Regulaminie Piechoty – Musztra – wydanie 1921:

Żołnierz salutuje, podnosząc krótkim ruchem prawą rękę i przykładając palec wskazujący do wierzchu daszka czapki nad prawym kątem prawego oka. Palec średni wyciągnięty za wskazującym. Inne palce złożone na dłoni kciukiem lekko przyciśnięte. Dłoń odwrócona ku przodowi, łokieć skierowany nieco w dół i na prawo w skos. Lewa ręka nieruchoma. Po salutowaniu żołnierz zwraca głowę na wprost i energicznym ruchem opuszcza rękę w dół.

Podczas II wojny światowej w Polskich Siłach Zbrojnych regulamin piechoty (cz. IIa – musztra) wprowadzony 29 października 1941  rozkazem Naczelnego Wodza gen. broni Władysława Sikorskiego nie przewidywał salutowania dwoma palcami. Oddając honor, żołnierz poodnosił krótkim ruchem do daszka czapki prawą rękę ułożoną tak, aby przy wyprostowanych i złączonych palcach dłoni zwróconej wewnętrzną częścią do twarzy oraz łokciu skierowanym w dół i na prawo w skos – pierwszym członem palca wskazującego dotykać daszka czapki lub skraju furażerki (beretu) nad zewnętrznym kątem prawego oka. Dłoń wyprostowana – razem z przedramieniem tworzyły linię prostą.
Wprowadzony w ludowym Wojsku Polskim regulamin musztry piechoty z 22 stycznia 1945 nakazywał salutowanie tak, aby palec wskazujący i średni były wyprostowane i złączone, pozostałe zaś palce złożone na dłoni i przyciągnięte kciukiem. Zewnętrzna strona pierwszego człona palca wskazującego przyłożona do brzegu daszka [...].

Obecnie (2024), według Regulaminu musztry Sił Zbrojnych, a także regulaminu musztry Państwowej Straży Pożarnej, czynność oddawania honorów opisana jest (z dokładnością do specyficznych dla danej służby określeń) następująco:

W miejscu, w nakryciu głowy i bez broni żołnierz [strażak, policjant] salutuje w postawie zasadniczej. Z chwilą zbliżenia się przełożonego na trzy kroki zwraca głowę w jego stronę („frontuje” oraz wykonuje zwrot głowy) i podnosi szybkim ruchem do daszka czapki (obrzeża hełmu, beretu, furażerki, [kapelusza]) prawą rękę tak ułożoną, aby przedramię i dłoń oraz złączone palce – wskazujący i środkowy – tworzyły linię prostą; pozostałe palce dłoni są złożone i przyciśnięte kciukiem.
Wystającą część palca środkowego przykłada – od strony palca wskazującego – do brzegu daszka czapki (do obrzeża hełmu, beretu, furażerki, [kapelusza]) nad kątem prawego oka; dłoń jest zwrócona ku przodowi, łokieć zaś skierowany w dół i na prawo w skos.